# Stéphane Sarrazin (homme politique)
Stéphane Sarrazin (né le 17 mai 1968) est un homme politique canadien. Il est le député provincial de Glengarry-Prescott-Russell à l'Assemblée législative de l'Ontario depuis l'élection provinciale en 2022.
Avant d'être député, il est maire de la municipalité ontarienne d'Alfred et Plantagenet de 2018 à 2022 et président des Comtés unis de Prescott et Russell.

## Résultats électoraux

### Municipal
| Candidats à la mairie | Vote  | %     | Slogan | Profession |
| --------------------- | ----- | ----- | ------ | ---------- |
| Stéphane Sarrazin     | 2,074 | 55.65 | ?      | ?          |
| Jean-Pierre Cadieux   | 1,653 | 44.35 | ?      | ?          |